# 施米滕 (弗里堡州)

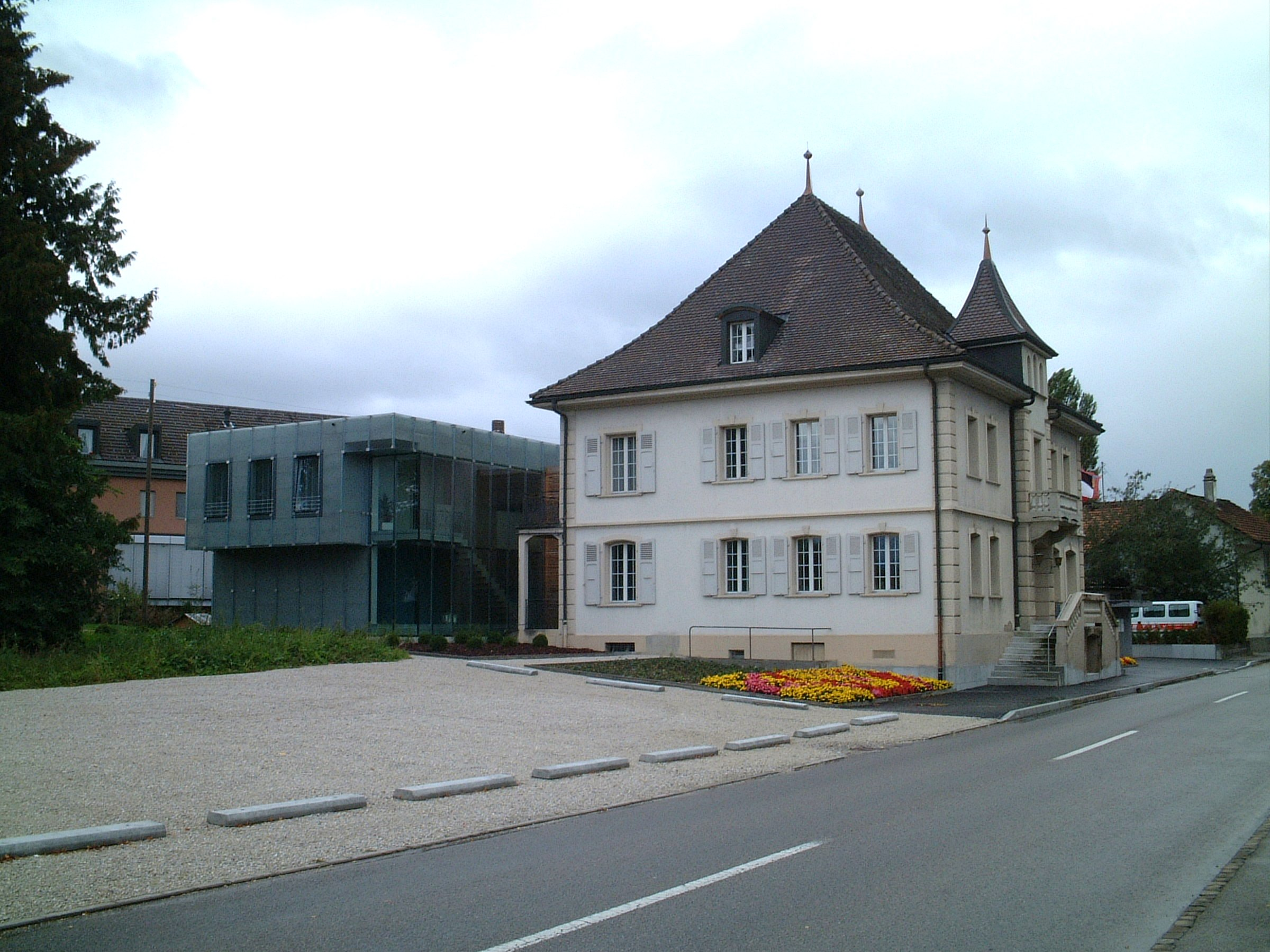

施米滕是瑞士的城鎮，位於該國西部，由弗里堡州負責管轄，面積13.5平方公里，海拔高度647米，2011年人口3,901，七成人口信奉羅馬天主教，人口密度每平方公里289人。

## 外部連結
- Offizielle Website der Gemeinde Schmitten （页面存档备份，存于）